# Kiểm định Hausman
Kiểm định Hausman (tiếng Anh: Hausman test) là một kiểm tra giả định thống kê trong kinh tế lượng được đặt theo tên của James Durbin, De-Min Wu và Jerry A. Hausman. Thuật toán này  sử dụng để so sánh hai estimator.
Thống kê kiểm định Wu-Hausman là:
{\displaystyle H=(b_{1}-b_{0})'{\big (}\operatorname {Var} (b_{0})-\operatorname {Var} (b_{1}){\big )}^{\dagger }(b_{1}-b_{0}),}
Thống kê kiểm định này phân phối theo phân phối Khi bình phương. Nếu thống kê đó quá lớn, thì giả thuyết Null bị từ chối. Hai estimator lúc đó khác nhau.